# Paradelia palpata
Paradelia palpata är en tvåvingeart som först beskrevs av Stein 1906.  Paradelia palpata ingår i släktet Paradelia och familjen blomsterflugor. Arten är reproducerande i Sverige. Inga underarter finns listade i Catalogue of Life.